# Manuel Barreiro Álvarez
Manuel Barreiro Álvarez (Bayona, 23 de octubre de 1880-Bayona, 13 de julio de 1940) fue un aviador español, el segundo que fue condecorado con la Cruz Laureada de San Fernando.

## Biografía

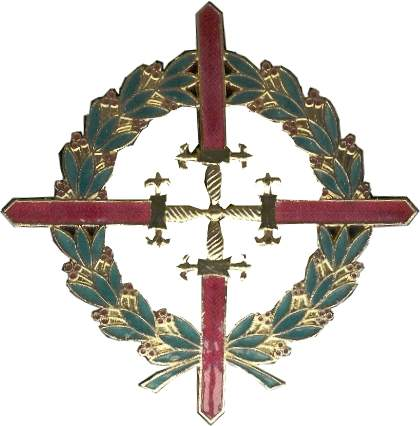
La segunda condecoración de la Cruz Laureada de San Fernando a un aviador fue concedida a Manuel Barreiro.

Nacido en Bayona, Pontevedra, estudió el bachillerato en el Colegio del Apóstol Santiago en Vigo, ingresando en la Academia Militar de Ingenieros a los 18 años. En 1905 fue promovido a primer teniente, siendo destinado a Valladolid y teniendo su primer destino en el Regimiento Mixto de Zapadores. En 1906 pasó destinado a Mallorca. En 1911 ascendió a capitán y, de nuevo, fue destinado a Valladolid. En 1912 pasó, otra vez destinado a Mallorca para el mando de la compañía de Telégrafos de aquella Comandancia.

### Aviación Militar
Solicitó realizar el curso de piloto de aeroplano, y en abril de 1913 fue llamado a la Escuela de Aerostación de Guadalajara y más tarde al aeródromo de Cuatro Vientos, al curso de piloto de aeroplano. El 6 de octubre de ese mismo año recibió el título de observador de aeroplano con el número 47 y el de piloto militar de segunda categoría.

### Cruz Laureada de San Fernando
A finales de aquel octubre de 1913, formando parte de la 1.ª escuadrilla de aeroplanos, enviada a la guerra de Marruecos. El capitán Barreiro, desde el aeródromo de Sania Ramel, realizó numerosos vuelos como observador y como piloto sobre territorio enemigo. 
El 19 de noviembre de ese mismo año despegaron del aeródromo para realizar una misión de reconocimiento con un avión Maurice Farman MF.7 n.º 1, pilotado por el teniente Julio Ríos Angüeso. Al sobrevolar el monte Cónico, tuvieron que descender, momento en el cual los rebeldes hicieron varios disparos sobre el avión siendo gravemente herido en el pecho Barreiro.
Los aviadores fueron extraídos del aparato en estado grave. Un telegrama del rey Alfonso XIII ascendía a ambos al empleo inmediato y unos días después se abrió el expediente del juicio contradictorio para la concesión de la Cruz Laureada de San Fernando a los dos oficiales.

### Cuerpo de Inválidos
Nunca se recuperó Barreiro, totalmente, de su grave herida, y al quedar inútil para el servicio, ingresó en el Cuerpo General de Inválidos, ascendió a teniente coronel en 1920. En septiembre de 1921, le fue concedida la Cruz Laureada de San Fernando en un acto celebrado en Vigo, en el Colegio del Apóstol Santiago en el que había cursado el bachillerato. 
Al estallar la guerra civil, en el verano de 1936, el ya general Barreiro, se encontraba internado en el sanatorio de Guadarrama, consiguiendo pasar a Francia, a la zona nacional donde ofreció sus servicios siendo rechazado por su precaria salud, por lo que fijó su residencia en Bayona. 
Falleció a los 59 años, el 13 de julio de 1940.